# Experimenter
Experimenter är en amerikansk film från 2015 regisserad och skriven av Michael Almereyda. Den handlar om Milgrams lydnadsexperiment. Filmen hade svensk premiär under Stockholms filmfestival 2015.

## Rollista
| Peter Sarsgaard    | – Stanley Milgram           |
| Winona Ryder       | – Alexandra "Sasha" Milgram |
| Edoardo Ballerini  | – Paul Hollander            |
| Jim Gaffigan       | – James McDonough           |
| Anthony Edwards    | – Miller                    |
| John Palladino     | – John Williams             |
| Ned Eisenberg      | – Solomon Asch              |
| Lori Singer        | – Florence Asch             |
| Taryn Manning      | – Mrs. Lowe                 |
| Anton Yelchin      | – Rensaleer                 |
| John Leguizamo     | – Taylor                    |
| Kellan Lutz        | – William Shatner           |
| Dennis Haysbert    | – Ossie Davis               |
| Emily Tremaine     | – Sheila Jarcho             |
| Donnie Keshawarz   | – Bruno                     |
| Frank Harts        | – Washington                |
| Danny A. Abeckaser | – Braverman                 |
| Pascal Yen-Pfister | – Serge Moscovici           |
| Lucy Fava          | – Michele Milgram           |
| Tom Farrell        | – Whittaker                 |
| Adriana L. Randall | – Mrs. Stein                |